# Баблер-капуцин
Ба́блер-капуци́н (Turdoides atripennis) — вид горобцеподібних птахів родини Leiothrichidae. Мешкає в Західній і Центральній Африці.

## Підвиди
Виділяють три підвиди:
- T. a. atripennis (Swainson, 1837) — від Гамбії і Сенегалу до Ліберії;
- T. a. rubiginosus (Neumann, 1903) — від Кот-д'Івуару до південно-західного Камеруну;
- T. a. bohndorffi (Neumann, 1903) — південь ЦАР, північний схід ДР Конго, західна Уганда.

Деякі дослідники визнають всі три підвиди окремими видами.

## Поширення і екологія
Баблери-капуцини живуть у вологих тропічних лісах.

## Збереження
МСОП класифікує стан збереження цього виду як близький до загрозливого. Баблерам-капуцинам загрожує знищення природного середовища.